# Ludvík Hess
Ludvík Hess (* 4. února 1947 Kladno) je novinář, spisovatel a chovatel koní. Od roku 2005 zakládá babyboxy.

## Život
Při studiu SVVŠ Na Zámečku v Libni založil se spolužákem Emilem Machálkem v roce 1964 literární časopis Divoké víno. V tištěné podobě vycházel do roku 1972, nyní vychází na internetu jako https://www.divokevino.cz/11621/index.php. Než bylo vydávání časopisu znemožněno státní administrativou, vyšlo celkem 58 tištěných čísel Divokého vína.
Národní knihovna ČR a Nakladatelství Slovart vydaly jeho knihu Antologie Divoké víno 1964–2007. Je autorem knížek Satyr a nymfičky, Co jste se v novinách nedočetli o babyboxech, Balady o koních a romance o holkách, Čtyřúhelník. V roce 2010 vydalo nakladatelství Petrklíč Hessovu knížku Romance o klisničkách a balady o ženách a v roce 2011 Stařec a Kuře. V Nakladatelství Slovart vyšla v roce 2017 jeho další kniha jako druhý díl Antologie pod názvem Antologie Divoké víno 2007–2017 čili Pegas? Kentaur? Satyr..? Třetí díl Antologie Divoké víno 2017-2021 aneb Mám víc kamarádů nebožtíků než živých vyšel v Nakladatelství Slovart v prosinci 2021.

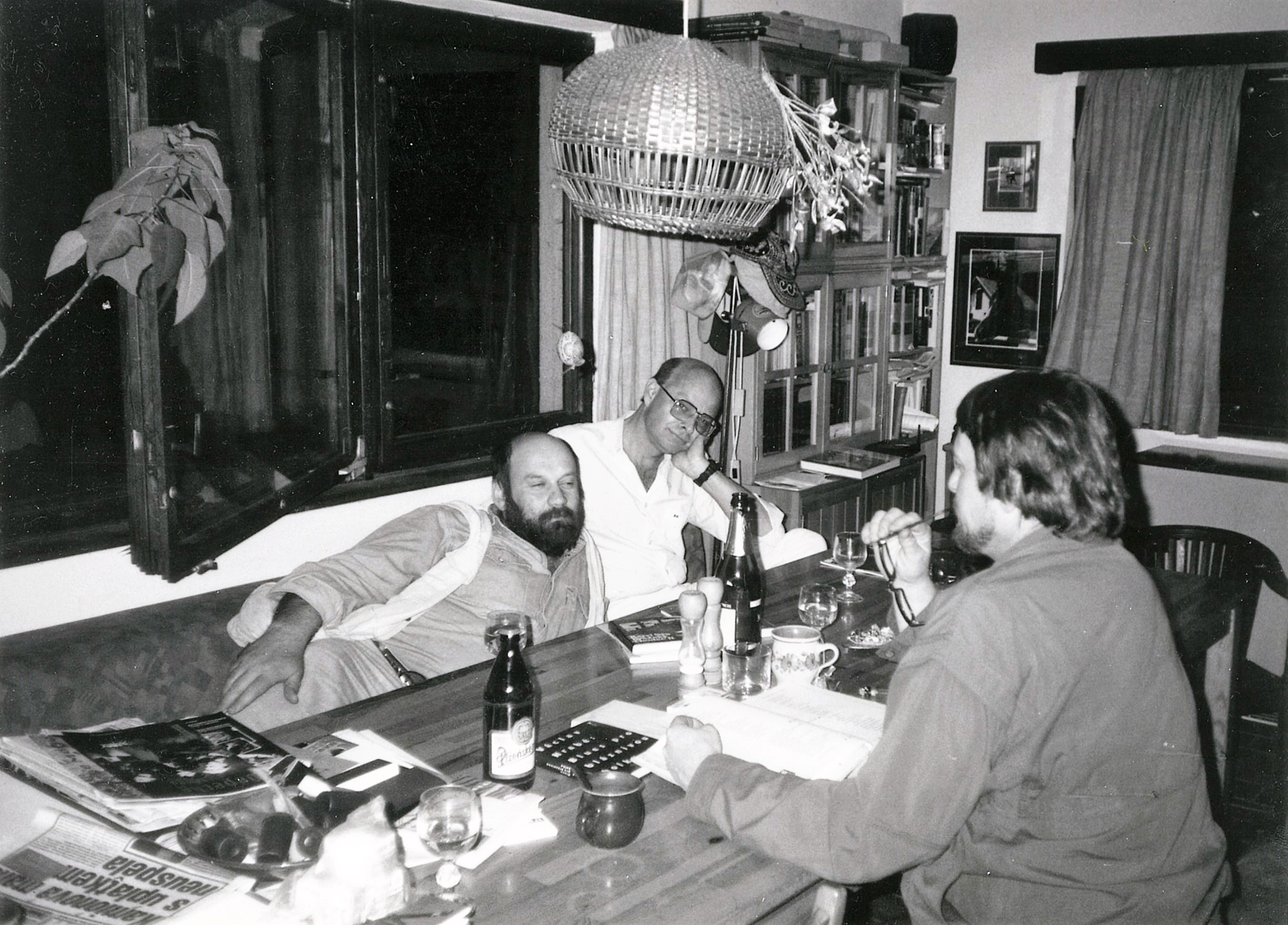
Když vyšel kompletní Hrabě. Zakladatel Divokého vína Ludvík Hess, editor díla Václava Hraběte Jaromír Pelc a redaktor Klubu přátel poezie Jiří Žáček v roce 1990. Na stole leží v KPP právě vydaný svazek úplné básníkovy pozůstalosti Blues pro bláznivou holku.

Časopis Divoké víno měl v druhé polovině 60. let základní význam pro prvotní literární uplatnění i osobní sbližování básnické generace takzvaných Pětatřicátníků, kteří se později stali určujícími osobnostmi české poezie 70. a 80. let. Někteří zde pravidelně publikovali (Jiří Žáček, Karel Sýs, Petr Cincibuch), jiní stáli časopisu nablízku jako nezávislí novináři a jeho podporovatelé. Divoké víno se mimo jiné zasloužilo o uvedení díla "českého beatnika" Václava Hraběte do čtenářského povědomí. Byly zde otištěny jeho juvenilní reportáže a rozhovor s Allenem Ginsbergem, řada veršů z pozůstalosti i jediná próza Horečka.
V roce 2005 zřídil Ludvík Hess v České republice první babybox, pokračuje ve zřizování dalších. Dne 28. října 2015 ho prezident Miloš Zeman vyznamenal medailí Za zásluhy.
Věnuje se chovu anglických plnokrevníků. Jeho největším chovatelským úspěchem bylo vítězství jím odchovaného hřebce Marco Polo ve Velké jarní ceně v roce 1985.